# Fournet-Blancheroche
Fournet-Blancheroche è un comune francese di 350 abitanti situato nel dipartimento del Doubs nella regione della Borgogna-Franca Contea.

## Società

### Evoluzione demografica
Abitanti censiti